# Андромах
Вижте пояснителната страница за други личности с името Андромах.
Андромах (на старогръцки: Aνδρoμαχoς, Andromachus, живял през 3 век пр.н.е.) e от гръко-македонски и персийски произход от династията Селевкиди в Анатолия, генерал и дипломат.
Андромах е вторият син на Ахей Стари († 213 пр.н.е. в Сарди), крал на Мала Азия от 220 пр.н.е.
Той е внук на Селевк I Никатор и Апама I. Майка му е гъркиня. Брат е на Антиохида (майка на Атал I Сотер), Лаодика I (съпруга на Антиох II Теос, майка на Селевк II Калиник) и Александър.
Той служи, както баща си Ахей Стари като генерал на царството. Той е дипломат в Родос и
Египет по времето на Птолемей III Евригет и през 221 пр.н.е. по времето на Птолемей IV Филопатор и Сосибий. През 220 пр.н.е. той е в птолемейски плен. Той се ангажира във въстанието на баща му през 216 – 213 пр.н.е. против Антиох III.
Андромах е баща на Ахей Млади и Лаодика II, омъжена през 246 пр.н.е. за нейния братовчед Селевк II Калиник, цар на Сирия (246 – 226 пр.н.е.) и майка на Селевк III Сотер и Антиох III Велики, Антиохида II и още една дъщеря.